# Kirby Bedon
Kirby Bedon is een civil parish in het bestuurlijke gebied South Norfolk, in het Engelse graafschap Norfolk met 198 inwoners.